# Sport Boys Association
Pour les articles homonymes, voir Sport Boys.
Maillots
Actualités
Le Sport Boys Association est un club péruvien de football, situé dans le port de Callao. Avec six championnats du Pérou, c'est le quatrième club le plus titré du pays. Il a longtemps entretenu une vieille rivalité sportive avec son voisin de l'Atlético Chalaco.

## Histoire
Fondé le 28 juillet 1927, le club participe cinq ans plus tard au championnat de première division et obtient son premier sacre en 1935. Avec cinq buts, Jorge Alcalde est le meilleur buteur du tournoi. Deux autres sacres suivront, en 1937 avec, à peu de chose près, la même équipe que deux ans auparavant, et 1942 (Víctor Marchena étant le seul survivant de l'équipe championne en 1935 et 1937). Les années 1940 voient l'apparition d'un buteur hors-norme, Valeriano López, trois fois consécutivement meilleur buteur du championnat (1946, 1947, 1948).
En 1951, le championnat devient professionnel et le Sport Boys devient le premier champion de l'ère professionnelle, avec Valeriano López encore une fois meilleur buteur du championnat et principal artisan du titre avec 31 buts marqués. La fin des années 1950 amène un cinquième titre, celui de 1958, gagné à la dernière minute face au rival traditionnel, l'Atlético Chalaco, qui le devançait d'un point lors de la dernière journée. Le légendaire coach péruvien, Marcos Calderón, était alors aux commandes de l'équipe.
Le Sport Boys devra attendre 1984 pour obtenir un nouveau titre de champion, son dernier jusqu'à ce jour, sacre qui coïncide avec le retour de Calderón sur le banc de l'équipe. Cependant les Rosados sont incapables d'assurer le maintien et descendent en 1987. Ils remontent deux ans plus tard avec de bons résultats dans l'immédiat puisqu'ils sont vice-champions du Pérou en 1990 et 1991.
Les années 2000 sont difficiles, surtout à partir de 2008, année où le club redescend en deuxième division au milieu d'une désorganisation administrative doublée d'une crise économique aggravée. Malgré un titre de champion de D2 en 2009 et une remontée en première division, il finit par redescendre pour la troisième fois en deuxième division en 2012. Cinq ans après, le club retrouve l'élite en battant l'Universidad César Vallejo aux tirs au but (1-1ap 4-2tab) en match de barrage pour la remontée qui lui offre au passage son troisième titre en D2.
En 2021, le Sport Boys se qualifie pour la Copa Sudamericana 2022, 20 ans après son dernier tournoi international (la Copa Libertadores 2001).

## Résultats sportifs

### Palmarès
| Compétitions nationales | Compétitions régionales |
| - Championnat du Pérou (6) : - Champion : 1935, 1937, 1942, 1951, 1958 et 1984. - Vice-champion : 1938, 1950, 1952, 1959, 1960, 1966, 1976, 1990 et 1991. - Championnat du Pérou de deuxième division (3) : - Champion : 1989, 2009 et 2017. - Liguilla del Torneo Regional (1) : - Vainqueur : 1990-I. | - División Intermedia de Lima y Callao : - Deuxième : 1932. - Liga Provincial de Lima y Callao (2e division) (1) : - Vainqueur : 1931. - Liga Provincial de Lima y Callao (3e division) (1) : - Vainqueur : 1930. |

### Bilan et records

#### Au niveau national
- Saisons au sein du championnat du Pérou de football : 83 (1933-1935 / 1937-1987 / 1990-2008 / 2010-2012 / 2018-).
- Saisons au sein du championnat du Pérou de football D2 : 8 (1988-1989 / 2009 / 2013-2017).
- Plus large victoire obtenue en compétition officielle : 
  - Sport Boys 10:2 Atlético Chalaco (championnat 1951).
- Plus large défaite concédée en compétition officielle : 
  - Sporting Cristal 7:0 Sport Boys (championnat 1993).

#### Au niveau international
- Copa Libertadores : 6 participations (1967, 1977, 1985, 1991, 1992, 2001).
- Copa Sudamericana : 1 participation (2022).
- Copa CONMEBOL : 1 participation (1999).
- Plus large victoire obtenue en compétition officielle : 
  - Deportivo Italia 2:5 Sport Boys (Copa Libertadores 1967).
- Plus large défaite concédée en compétition officielle : 
  - Sport Boys 0:6 Atlético Nacional (Copa Libertadores 1992).

Note: en italique, tournois disparus.

## Joueurs

### Effectif actuel (2023)
| N° | Nat.                   | Poste | Nom du joueur     |
| -- | ---------------------- | ----- | ----------------- |
|    | Drapeau du Pérou       | G     | Ernesto Pinillos  |
|    | Drapeau du Pérou       | G     | Ismael Quispe     |
|    | Drapeau de l'Uruguay   | G     | Álvaro Villete    |
|    | Drapeau du Pérou       | G     | Massimo Sandi     |
|    | Drapeau du Pérou       | D     | Christian Vásquez |
|    | Drapeau du Pérou       | D     | Rodrigo Cuba      |
|    | Drapeau du Pérou       | D     | Christian Ramos   |
|    | Drapeau du Pérou       | D     | Piero Otiniano    |
|    | Drapeau de l'Argentine | D     | Oliver Benítez    |
|    | Drapeau du Pérou       | D     | Werner Schuler    |
|    | Drapeau du Pérou       | D     | Dylan Caro        |
|    | Drapeau du Pérou       | D     | Renzo Salazar     |
|    | Drapeau du Pérou       | D     | Cristian Carbajal |
|    | Drapeau du Pérou       | M     | Jesús Chávez      |
|    | Drapeau du Pérou       | M     | Xavi Moreno       |
|    | Drapeau du Pérou       | M     | Josimar Atoche    |
|    | Drapeau du Pérou       | M     | Juan Morales      |

| No. | Nat.                   | Position | Nom du joueur      |
| --- | ---------------------- | -------- | ------------------ |
|     | Drapeau de l'Argentine | M        | Federico Milo      |
|     | Drapeau du Pérou       | M        | Jorge Ríos         |
|     | Drapeau du Pérou       | M        | Jesús Barco        |
|     | Drapeau du Pérou       | M        | Eduardo Uribe      |
|     | Drapeau du Pérou       | M        | Jhilmar Lobatón    |
|     | Drapeau du Pérou       | M        | Marcio Valverde    |
|     | Drapeau du Pérou       | M        | Sebastián Valverde |
|     | Drapeau du Pérou       | M        | Glenn Cordero      |
|     | Drapeau du Pérou       | A        | Axell Domínguez    |
|     | Drapeau de l'Équateur  | A        | Edinson Mero       |
|     | Drapeau de l'Équateur  | A        | Walberto Caicedo   |
|     | Drapeau du Pérou       | A        | Baruj Aburto       |
|     | Drapeau du Pérou       | A        | Joyce Conde        |
|     | Drapeau du Pérou       | A        | Fabrizio Roca      |
|     | Drapeau du Pérou       | A        | Alexander García   |
|     | Drapeau du Pérou       | A        | Kevin Sánchez      |
|     | Drapeau du Pérou       | A        | Luis Carranza      |

### Grands noms
Liste non exhaustive, inspirée du site officiel du club.
| - Isaac Andrade - Luis Calderón - Raúl Chappell - Víctor Marchena - Segundo Castillo Varela - Jorge Alcalde | - Valeriano López - Julio Meléndez - Juan José Muñante - Carlos Portal - Lorenzo Pacheco - Oswaldo Ramírez | - Pedro Requena - Gerónimo Barbadillo - Guillermo Barbadillo - Kukín Flores - Cláudio Adão (en) - Marco Antônio dos Santos (en) |

## Entraîneurs

### Entraîneurs champions ou vice-champions
- José Arana, champion du Pérou en 1942.
- Alfonso Huapaya, champion en 1951.
- Marcos Calderón, deux fois champion en 1958 et 1984.
- Roberto Drago, vice-champion en 1966.
- Zózimo, vice-champion en 1976.
- Miguel Company, vice-champion en 1990.
- Manuel Mayorga, vice-champion en 1991.
- Vito Andrés Bártoli (dit "Sabino" Bártoli), champion de deuxième division en 1989.
- Roberto Drago Maturo, champion de deuxième division en 2009.
- Mario Viera (es), champion de deuxième division en 2017.

### Liste des entraîneurs du Sport Boys
| - Víctor Alcalde (Années 1930) - José Arana (1942) - Raúl Chappell (1943) - Máximo Lobatón (1944) - Abelardo Robles (1945) - José Arana (1946) - Miguel Rostaing (1946) - Enrique Aróstegui (1947) - José Arana (1948) - Enrique Aróstegui (1949) - Teodoro Alcalde (1949) - Alfonso Huapaya (1950-1952) - Jorge Alcalde (1952) - Nelson Filpo (1953) - Jorge Alcalde (1953) - Alfonso Huapaya (1954-1955) - Dan Georgiadis (1955) - Marcos Calderón (1956) - Dan Georgiadis (1957-1958) - Marcos Calderón (1958-1962) - José Gomes Nogueira (1963-1964) - Ángel Fernández Roca (1964) - José Chiarella (1965-1966) - Roberto Drago (1966-1967) - César Brush (1967) - Diego Agurto (1968) - José Chiarella (1969) - Juan Honores (1970) - Zózimo (1971) - Juan Hohberg (1972) - Djalma Santos (1973) - Walter Milera (1973) - Moisés Barack (1974) - Diego Agurto (1974) - Zózimo (1975-1976) - César Cubilla (1977) - José Chiarella (1978) - Luis Roth (1978-1979) - Orlando de la Torre (1979) - Eloy Campos (1979-1980) | - José Chiarella (1980-1981) - Alberto Talavera (1982) - Walter Milera (1982-1983) - Hernán Saavedra (1983) - Marcos Calderón (1984) - Juan Hohberg (1985) - Carlos Solís (1985) - Walter Milera (1985-1987) - Gustavo Merino (1987) - Augusto Palacios (1987) - Jaime Ramírez (1988) - "Sabino" Bártoli (1989) - Miguel Ángel Arrué (1990) - Miguel Company (1990) - Frederico Rodrigues de Oliveira (1990) - Miguel Company (1991) - Manuel Mayorga (1991) - Edu (1992) - Hernán Saavedra (1992) - Manuel Mayorga (1992) - Roberto Chale (1993) - César Gonzales (1993-1994) - Luis Roth (1994) - Moisés Barack (1994) - César Gonzales (1994) - José Carlos Amaral (1995) - César Gonzales (1995) - Miguel Ángel Arrué (1996) - Cláudio Adão (1997) - César Cubilla (1997) - César Gonzales (1998) - Ivica Brzić (1999) - César Gonzales (1999) - Ramón Mifflin (2000) - Teddy Cardama (2000) - Ramón Mifflin (2001) - César Gonzales (2001) - Ramón Mifflin (2002) - Jorge Sampaoli (2002-2003) - Fernando Zamácola (2004) | - Eusebio Salazar / César Espino (2004) - Franco Navarro (2004-2005) - Juan Carlos Cabanillas (2005) - Eusebio Salazar (2005) - Roberto Mosquera (2006) - Raúl Márcovich (2006) - César Gonzales (2006-2007) - Moisés Barack (2007) - Jacinto Rodríguez (2008) - Eusebio Salazar (jul. 2008-déc. 2008) - Juan Carlos Cabanillas (2009) - Roberto Drago Maturo (sept. 2009-avr. 2010) - Miguel Company (avr. 2010-déc. 2011) - Agustín Castillo (2011) - Claudio Techera (jan. 2012-jul. 2012) - Julio Colina (2012) - Jorge Espejo (2012-2013) - Pablo Bossi (2013) - David Zuluaga / Rivelino Carassa (2014) - Paul Cominges (2014-2015) - Rivelino Carassa (2015-2016) - Rainer Torres (2016) - Mario Viera (2017-2018) - Luis Hernández Díaz (intérim) (2018) - Wilmar Valencia (2018) - Manuel Fernández (2018) - Jesús Álvarez Hurtado (2018-2019) - Manuel Fernández (2019) - Marcelo Vivas (2019-2020) - Luis Hernández Díaz (intérim) (2020) - Teddy Cardama (2020-2021) - Juan Alayo (intérim) (2021) - Gustavo Álvarez (2021) - Ytalo Manzo (2021-2022) - Juan Alayo (intérim) (2022) - Walter Fiori (2022) - Juan Alayo (2022) - Guillermo Sanguinetti (2023) - Juan Alayo (intérim) (2023) - Fernando Gamboa (2023-) |